# Kościół Niepokalanego Poczęcia Najświętszej Maryi Panny w Mierzęcinie
Kościół Niepokalanego Poczęcia Najświętszej Maryi Panny w Mierzęcinie – kościół z okresu XII–XIV wieku, położony w Mierzęcinie, w gminie Wolin, w powiecie kamieńskim, w województwie zachodniopomorskim. Jest kościołem filialnym parafii w Wolinie.

## Opis
Jest to niewielki ceglany trójnawowy halowy kościół zbudowany na granitowej podmurówce.Od strony zachodniej jest murowana wieża z barokowym dachem hełmowym. Kościół pokryty jest dachem dwuspadowym z wyłączeniem prezbiterium, gdzie dach jest wielospadowy. Kościół posiada sufit z drewnianym stropem, wyłączając prezbiterium, gdzie jest sklepienie. Nad wejściem do kościoła znajduje się empora chórowa.
Na środku prezbiterium znajduje się ołtarz z obrazem, który przedstawia Matkę Boską Niepokalaną. W ołtarzach bocznych są obrazy Najświętszego Serca Pana Jezusa i Matki Boskiej Częstochowskiej.

## Historia
Kościół w Mierzęcinie wybudowany został pomiędzy XII a XIV wiekiem. W wieku XVII świątynia została rozbudowana. W roku 1722 po stronie zachodniej dostawiono drewnianą wieżę. Kolejna przebudowa miała miejsce w XIX wieku. Dobudowano wówczas prezbiterium, wymurowano wieżę oraz przemurowano okna. W historii powojennej kościół poświęcony został 13 października 1946 roku.  